# أبرويز السكستاني
كان أبارويز أرستقراطيًا إيرانيًا، وكان بمثابة مرزبان (قائد عسكري لمقاطعة حدودية، "مرغريف") في سكستان في القرن السابع.
وقد ورد ذكره لأول مرة في 650/1 أثناء الفتح الإسلامي لفارس، حيث ذكر أنه استسلم للعرب المسلمين؛ وعندما استشار الضابط العسكري العربي الربيع بن زياد الحارثي، كان الأخير يستخدم جثتي جنديين ميتين ككرسي. أرعب هذا أبرويز، الذي عقد السلام مع العرب مقابل الجزية الثقيلة من أجل إنقاذ سكان سكستان. وبعد ذلك بعامين، تمرد سكان سكستان ضد العرب، ولكن لم يتم ذكر أبرويز.